# رقاصان شماخی

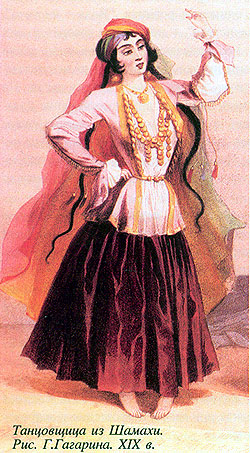
رقصنده‌ای از شمامی. گریگوری گاگارین، (میانه سده ۱۹ (میلادی))

رقاصان شماخی (ترکی آذربایجانی: Şamaxı rəqqasələri) رقاصان اصلی گروه‌های سرگرمی بودند که تا اواخر سده ۱۹ (میلادی) در شماخی (جمهوری آذربایجان) زندگی می‌کردند.
نقاش روسی گریگوری گاگارین که در قفقاز زندگی می‌کرد بین سال‌های ۱۸۴۰ تا ۱۸۵۵ شماری از رقصندگان شاماخی را در نقاشی‌های خود به تصویر کشید.
اسناد موجود در مورد رقصندگان شمامی و رقص‌های آنان بسیار محدود است. در ادبیات، به رقصندگان شمامی در رمان آرتور دو گوبینو با نام دختر رقاصی شماخی و سایر داستان‌های آسیایی اشاره شده‌است.
کتاب رقاص شماخی زندگی رقصنده ارمنی ارمن اوهانیان، آموزش رقصندگی، کودکی در روسیه و سفرهایش در ایران و مصر او را بازگو می‌کند. این کتاب در سال ۱۹۱۸ با نام (La Danseuse de Shamakha) به زبان فرانسوی منتشر شد و در سال ۱۹۲۳ توسط رز وایلدر به زبان انگلیسی برگردان شد. اوهانیان پس از سفر به اروپا رقص‌های سنتی را برای مخاطبان رقصید، در زمینه شعر سخنرانی کرد و در محافل روشن‌فکری و سیاسی عضو فعال بود. اوهانیان سرانجام به مکزیک رفت. او نویسنده نزدیک به ۱۵ نوشته از جمله چند خودزندگی‌نامه و کتاب‌های مربوط به فرهنگ و سیاست بود.

## موضوع‌های مربوط
- رقص‌های آذربایجانی
- باله آذربایجانی